# Dannazione (romanzo)
Dannazione (Damned) è un romanzo fantasy dello scrittore statunitense Chuck Palahniuk, pubblicato nel 2011.
Nel 2013 l'autore ha pubblicato il sequel del romanzo, intitolato Sventura (Doomed).

## Storia editoriale
Il romanzo è vagamente ispirato ai lavori della scrittrice Judy Blume e in particolare a Are You There, God? It's Me, Margaret., come appare evidente dagli incipit di ogni capitolo di Dannazione:
(Chuck Palahniuk, Dannazione)
La narrazione segue le vicende della protagonista Madison e di altri quattro adolescenti i cui caratteri principali si ispirano ai personaggi del film Breakfast Club, più volte citato nel romanzo.

## Trama
(Chuck Palahniuk, Dannazione)
La storia è narrata in prima persona da Madison Spencer, una ragazza tredicenne ironica, cinica e sovrappeso che si ritrova all'inferno, convinta di essere morta a causa di una overdose di marijuana. Negli inferi fa presto conoscenza con altri quattro adolescenti, il colto Leonard, l'atletico Patterson, la vanesia Babette e il punk Archer con i quali inizia a esplorare l'aldilà; tutti loro, così come la maggior parte dei dannati, sono stati condannati all'inferno per futili motivi ad esempio per aver suonato il clacson o gettato in terra un mozzicone di sigaretta di troppo. Madison racconta gli ultimi istanti di vita, trascorsi con il fratellastro Goran, uno dei tanti ragazzi adottati dalla madre, una famosa attrice post hippie e dal padre, ricco e anche lui alternativo. Madison scopre di non essere morta per l'abuso di droga, ma di essere stata uccisa per sbaglio durante un'asfissia erotica da Goran. Madison inizia a esplorare il bizzarro mondo infernale con i suoi amici, diventando una guida spirituale per migliaia di dannati.

## Edizioni
- (EN) Chuck Palahniuk, Damned, 1ª ed., Jonathan Cape, 2011, ISBN 978-0-224-09115-2.
- Chuck Palahniuk, Dannazione, collana Strade Blu, traduzione di Matteo Colombo, Arnoldo Mondadori Editore, 2011, ISBN 978-88-04-61286-5.